# 奧瓦斯平湖
46°40′18″N 10°9′25″E / 46.67167°N 10.15694°E

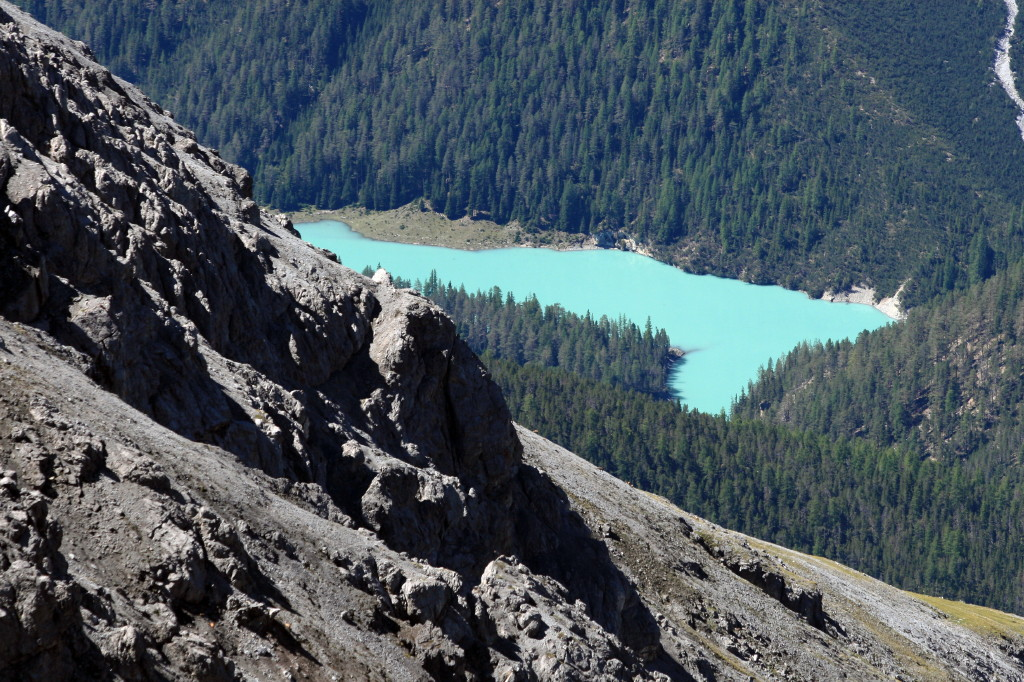

奧瓦斯平湖（Lai dad Ova Spin），是瑞士的水庫，位於該國東南部，由格勞賓登州負責管轄，長3.4公里、寬0.2公里，面積0.3平方公里，海拔高度1,630米，水體容量740萬立方米。